# Parapithecus
 Parapithecus  ist eine ausgestorbene Gattung der Primaten, die vor rund 30 Millionen Jahren im Gebiet der heutigen Fossillagerstätte Fayyum in Ägypten vorkam. Das erste Fossil der Gattung – ein vollständig erhaltener Unterkiefer – wurde von dem österreichischen Fossiliensammler Richard Markgraf geborgen und im Jahr 1911 von Max Schlosser zur neu benannten Art der Gattung, Parapithecus fraasi, gestellt. Markgraf hatte sich im Winter 1906/07 einer Expedition des American Museum of Natural History in Fayyum angeschlossen.

## Namensgebung
Die Bezeichnung der Gattung ist abgeleitet von den griechischen Wörtern παρά (altgriechisch ausgesprochen pará: „neben, abweichend von“) und πίθηκος (píthēkos: „Affe“). Parapithecus bezeichnet demnach sinngemäß eine Tierart, die 1911 als „neben den Affen, abweichend von den Affen“ (und fälschlich als ausgestorbener Seitenast im Stammbaum der Primaten) interpretiert wurde. Das Epitheton der Typusart, fraasi, ehrt den deutschen Geologen und Paläontologen Eberhard Fraas.
Im Jahr 1974 benannte Elwyn L. Simons eine zweite Art der Gattung, Parapithecus grangeri. Deren Artzusatz ehrt den US-amerikanischen Fossiliensammler und Paläontologen Walter W. Granger, der im Winter 1906/07 ebenfalls an einer Expedition des American Museum of Natural History ins Gebiet von Fayyum teilgenommen hatte.

## Erstbeschreibung
Der Erstbeschreibung von Gattung und Typusart liegt als Holotypus ein fast vollständig bezahnter fossiler Unterkiefer zugrunde. Es fehlt nur der Prämolar P2 im rechten Kiefer, ferner ist rechts der aufsteigende Unterkieferast (Ramus mandibulae) mit dem Gelenk abgebrochen. Im linken Unterkiefer sind alle Zähne vorhanden sowie der größte Teil des aufsteigenden Astes mit dem Kronfortsatz (Processus coronoideus mandibulae) und dem Kiefergelenk. Die beiden, in zwei Teile zerbrochen aufgefundenen Unterkieferhälften stoßen vorn unter einem ziemlich spitzen Winkel zusammen. Die Gestalt des Unterkiefers und die Größe der Zähne, heißt es in der Erstbeschreibung, erinnere an die heute lebende Gattung Tarsius und an die fossile Gattung Necrolemur. Diese Deutung wurde 1974 allerdings von Simons als Fehlschluss infolge einer fehlerhaften Rekonstruktion der mit Klebstoff verbundenen Bruchstelle des Unterkiefers bezeichnet.
Zugleich mit der Erstbeschreibung von Gattung und Typusart wurden diese von Max Schlosser der ebenfalls von ihm neu eingeführten Familie der Parapithecidae zugeordnet.
Das Fossil wird unter der Sammlungsnummer SNM 12639a im Staatlichen Museum für Naturkunde Stuttgart verwahrt.

## Weitere Funde
Zwischen 1961 und 1968 wurden rund 50 Fossilien – zumeist einzelne Zähne – aus der Fundstelle Yale Quarry I in Fayyum geborgen, die der Gattung Parapithecus zugeordnet werden konnten, die jedoch viel größer und mit einem Alter von 28 bis 30 Millionen Jahren jünger sind als die Typusart Parapithecus fraasi. Die Merkmale der Zähne wurden als Hinweis darauf interpretiert, dass die Gattung stammesgeschichtlich in der Nähe der Vorfahren der heutigen Meerkatzenverwandten einzuordnen ist.
Die Fossilien aus der Fundstelle Yale Quarry I wurden 1974 von Elwyn L. Simons der von ihm neu eingeführten Art Parapithecus grangeri zugeordnet. Typusexemplar ist das Fossil CGM 26912, das Fragment eines linken Unterkiefers mit erhaltenem Prämolar P3 und den benachbarten Molaren M1 bis M3, den Simons bereits im Februar 1966 entdeckt hatte. Als Paratypen wurden zusätzlich mehrere bezahnte Unterkiefer-Fragmente und rund 40 einzelne Zähne benannt. Diese Zähne sind rund 10 bis 25 Prozent größer als jene von Parapithecus fraasi und belegen eine verwandtschaftliche Nähe zur fossilen Gattung Apidium. 
Im Jahr 2001 ergänzte Simons die fossilen Belege für Parapithecus grangeri um einen sehr gut erhaltenen, nahezu nicht deformierten Schädel mit fast vollständigem Gebiss, dessen Größe vergleichbar ist mit dem Schädel eines heute lebenden Östlichen Bambuslemuren. Das Alter dieses ebenfalls im Fayum Quarry I geborgenen Fundes (Sammlungsnummer DPC 18651) beträgt rund 30 Millionen Jahre.
Im Vergleich zu seinem nur 65,8 Millimeter langen Schädel hatte das Tier vermutlich ein recht stattliches Körpergewicht von rund 1800 Gramm – nicht ungewöhnlich für Affen aus dem Oligozän. Sein Gehirnvolumen wurde auf rund 14 Kubikzentimeter bestimmt.

## Belege
1. 1 2  Max Schlosser: Beiträge zur Kenntnis der oligozänen Landsäugetiere aus dem Fayum (Aegypten). In: Beiträge zur Paläontologie und Geologie Österreich-Ungarns und des Orients. Band 24, 1911, S. 51–167 (zobodat.at [PDF]).
2. 1 2 3  Elwyn L. Simons: Parapithecus grangeri (Parapithecidae, Old World Higher Primates) New Species from the Oligocene of Egypt and the Initial Differentiation of Cercopithecoidea. In: Postilla. Nr. 166, 1974, S. 1–12, Volltext.
3. ↑  Vincent L. Morgan und Spencer G. Lucas (Hrsg.): Notes From Diary – Fayum Trip, 1907. Bulletin 22, New Mexico Museum of Natural History and Science, Albuquerque 2002, ISSN 1524-4156, Volltext.
4. ↑  Erik R. Seiffert, Marcelo F. Tejedor, John G. Fleagle, Nelson M. Novo, Fanny M. Cornejo, Mariano Bond, Dorien de Vries und Kenneth E. Campbell Jr.: A parapithecid stem anthropoid of African origin in the Paleogene of South America. In: Science. Band 368, 2020, S. 194–197, doi:10.1126/science.aba1135
5. ↑  Elwyn L. Simons: The cranium of Parapithecus grangeri, an Egyptian Oligocene anthropoidean primate. In: PNAS. Band 98, Nr. 14, 2001, S. 7892–7897, doi:10.1073/pnas.051003398.
6. ↑  Erik R. Seiffert: Revised age estimates for the later Paleogene mammal faunas of Egypt and Oman. In: PNAS. Band 103, Nr. 13, 2006, S. 5000–5005, doi:10.1073/pnas.0600689103.